# Kanton Privas
Der Kanton Privas ist ein französischer Wahlkreis im Département Ardèche in der Region Auvergne-Rhône-Alpes. Er umfasst 15 Gemeinden im Arrondissement Privas und hat sein bureau centralisateur in Privas. Im Rahmen der landesweiten Neuordnung der französischen Kantone wurde er im Frühjahr 2015 leicht verändert.

## Gemeinden
Der Kanton besteht aus 15 Gemeinden mit insgesamt 20.951 Einwohnern (Stand: 1. Januar 2022) auf einer Gesamtfläche von 202,95 km²:
| Gemeinde      | Einwohner 1. Januar 2022 | Fläche km² | Dichte Einw./km² | Code INSEE | Postleitzahl |
| ------------- | ------------------------ | ---------- | ---------------- | ---------- | ------------ |
| Ajoux         | 78                       | 12,20      | 6                | 07004      | 07000        |
| Alissas       | 1.485                    | 12,43      | 119              | 07008      | 07210        |
| Chomérac      | 3.094                    | 18,94      | 163              | 07066      | 07210        |
| Coux          | 1.664                    | 12,02      | 138              | 07072      | 07000        |
| Creysseilles  | 156                      | 10,25      | 15               | 07074      | 07000        |
| Flaviac       | 1.239                    | 12,98      | 95               | 07090      | 07000        |
| Freyssenet    | 46                       | 9,54       | 5                | 07092      | 07000        |
| Gourdon       | 78                       | 12,84      | 6                | 07098      | 07000        |
| Lyas          | 592                      | 7,95       | 74               | 07146      | 07000        |
| Pourchères    | 137                      | 7,64       | 18               | 07179      | 07000        |
| Pranles       | 505                      | 29,49      | 17               | 07184      | 07000        |
| Privas        | 8.552                    | 12,14      | 704              | 07186      | 07000        |
| Rochessauve   | 484                      | 17,62      | 27               | 07194      | 07210        |
| Saint-Priest  | 1.337                    | 19,15      | 70               | 07288      | 07000        |
| Veyras        | 1.504                    | 7,76       | 194              | 07340      | 07000        |
| Kanton Privas | 20.951                   | 202,95     | 103              | 0710       | –            |

Bis zur landesweiten Neuordnung der französischen Kantone im März 2015 gehörten zum Kanton Privas die 16 Gemeinden Ajoux, Alissas, Coux, Creysseilles, Dunière-sur-Eyrieux, Flaviac, Freyssenet, Gourdon, Les Ollières-sur-Eyrieux, Lyas, Pourchères, Pranles, Privas, Saint-Priest, Saint-Vincent-de-Durfort und Veyras. Sein Zuschnitt entsprach einer Fläche von 194,22 km2. Er besaß vor 2015 den INSEE-Code 0713.

## Politik
| Vertreter im Departementrat | Vertreter im Departementrat       | Vertreter im Departementrat |
| Amtszeit                    | Namen                             | Partei                      |
| --------------------------- | --------------------------------- | --------------------------- |
| 2015–                       | Sandrine Chareyre Hervé Saulignac | PS                          |